# Créteil – Préfecture
Créteil – Préfecture – stacja linii nr 8 metra w Paryżu. Stacja znajduje się w gminie Créteil. Została otwarta 10 września 1974 roku.